# Václav Smil
Václav Smil (ur. 9 grudnia 1943 w Pilznie) – kanadyjski naukowiec czeskiego pochodzenia, emerytowany profesor (Distinguished Professor Emeritus) Wydziału Środowiska Uniwersytetu Manitoby w Winnipeg, w Kanadzie.
Prowadzi szerokie badania interdyscyplinarne, w których porusza zagadnienia związane ze zużyciem energii, środowiskiem, żywnością, ekonomią i polityką publiczną. Od lat 70. XX wieku śledzi rozwój Chin zwłaszcza w zakresie zużycia zasobów oraz jego wpływu na środowisko.

## Życiorys
Urodził się w czasie II wojny światowej w Pilznie. Jego ojciec był oficerem policji, a matka księgową. Dorastając w górskim miasteczku w Lesie Czeskim (kraj pilzneński), codziennie rąbał drewno do napalenia w piecach do ogrzania domu. Doświadczenie to pozwoliło mu później zainteresować się zagadnieniami wydajności energetycznej i gęstości energii.
Ukończył studia na Wydziale Nauk Naturalnych w Uniwersytecie Karola w Pradze składając pracę Světová a československá energetika. Po studiach odmówił wstąpienia do partii komunistycznej. Pomimo tego udało mu się znaleźć pracę w regionalnym biurze planistycznym. Wkrótce poślubił studentkę medycyny, Evę. W 1969, po ukończeniu studiów przez żonę i rok po inwazji państw Układu Warszawskiego na Czechosłowację, wyemigrowali do Stanów Zjednoczonych krótko przed wprowadzeniem restrykcji wyjazdowych. Na emigracji w 1972 obronił pracę doktorską z zakresu geografii na Uniwersytecie Stanu Pensylwania. Następnie w tym samym roku wyemigrował do Kanady i podjął pracę na Uniwersytecie Manitoby, gdzie wykładał aż do przejścia na emeryturę w 2011. Pierwszą książkę China’s Energy: Achievements, Problems, Prospects wydał w 1976 . Prowadził kursy o środowisku naturalnym, energetyce, zanieczyszczeniach atmosfery, zaludnieniu, rozwoju ekonomicznym oraz polityce Chin.
Był konsultantem Banku Światowego, rządu Stanów Zjednoczonych, Centralnej Agencji Wywiadowczej.

## Poglądy
Uważa, że ludzkość w swych dziejach dokonała trzech transformacji energetycznych, a obecnie dokonuje czwartej. Pierwsze przejście nastąpiło wraz z ujarzmieniem ognia, które pozwoliło uwalniać energię poprzez spalanie roślin. Drugim było rolnictwo, które pozwoliło ujarzmić energię słoneczną w postaci zbiorów, pozwalając ludziom uwolnić się od walki o przetrwanie. W okresie tym siła mięśni udomowionych zwierząt i samych ludzi była źródłem energii. Industrializacja wraz z paliwami kopalnymi pozwoliła oprzeć wytwarzanie energii na maszynach. Czwarta zmiana polega na przejściu cywilizacji do bezemisyjnych źródeł energii.
Krytykuje deindustrializacje zachodnich społeczeństw, utrzymując, że przyczynia się ona do niszczących zmian społecznych – zaniku klasy średniej i polaryzacji społeczeństwa na posiadaczy i biedaków – oraz zaniku wynalazczości i innowacji, które jego zdaniem dokonują się głównie poprzez ulepszanie produktów w ramach ich procesów produkcyjnych.
Wskazuje na ograniczenia paradoksu Jevonsa, jednocześnie uważając, że nadmierne zużycie energii w społeczeństwie i gospodarce jest prostym miernikiem jej faktycznej ekonomiczności i sprawności.
Bywał sceptyczny wobec odnawialnych źródeł energii, krytykując m.in. efekty niemieckiej transformacji energetycznej (niem. Energiewende) – choć pokłada spore nadzieje w fotowoltaice, która jego zdaniem zapewnia najbardziej obiecującą gęstość energetyczną.
Jego zdaniem przemiany energetyczne społeczeństw ludzkich i cywilizacji postępują powoli, a na bazie oczekiwań szybkich rewolucji energetycznych ukuł pojęcie „przekleństwo prawa Moore’a” opisujące ludzkie oczekiwania – powstałe w wyniku obserwacji rozwoju komputerów u schyłku XX wieku – wobec dziedzin, w których podobnie szybki rozwój jest niemożliwy.

## Wyróżnienia
W 1995 roku za książkę China’s Environment: An Inquiry into the Limits of National Development uzyskał Joseph Levenson Book Prize. Od 1997 jest członkiem Royal Society of Canada, kanadyjskiej akademii nauk. W 2000 został laureatem nagrody AAAS Award for Public Understanding Of Science and Technology przyznawanej przez Amerykańskie Towarzystwo na rzecz Postępu Nauk (AAAS). W 2010 amerykański magazyn Foreign Policy umieścił go na swej liście FP Top 100 Global Thinkers. W 2013 został odznaczony Orderem Kanady. W 2015 otrzymał nagrodę naukową OPEC.

## Życie prywatne
Żona Eva jest lekarzem, syn David chemikiem.
Jego dom zbudowany został w 1989 według założeń stosowanych obecnie w domach niskoenergetycznych, dzięki czemu może zużywać w rok tyle elektryczności, ile jego sąsiedzi w samym miesiącu styczniu; posiada sporą izolację termiczną i potrójnie szklone szyby.
Smil nie ma i nie zamierza nabywać telefonu komórkowego. Unika wypowiadania się dla prasy. Jest poliglotą, miłośnikiem herbaty i sztuki. Stara się jeść mięso tylko raz w tygodniu. Rocznie czyta ponad 80 książek i przechowuje listę wszystkich przeczytanych od 1969 roku.

## Publikacje

### Książki wydane po polsku
- Václav Smil: Energia i cywilizacja. Tak tworzy się historia. Warszawa: Editio, 2022, s. 376. ISBN 978-83-283-6487-5.
- Václav Smil: Liczby nie kłamią. Kraków: Insignis, 2022, s. 400. ISBN 978-83-66873-65-0.
- Václav Smil: Tworzenie bogatego świata. Editio, 2022, s. 376. ISBN 978-83-283-6487-5.
- Václav Smil: Tworzenie bogatego świata. Warszawa: PWN, 2016, s. 368. ISBN 978-83-01-18527-5.

### Książki wydane po angielsku
- Václav Smil: Grand Transitions: How the Modern World Was Made. Oxford University Press, 2021, s. 368. ISBN 978-0190060664.
- Václav Smil: Numbers Don’t Lie: 71 Things You Need To Know About The World. Penguin, 2020, s. 384. ISBN 978-0241454411.
- Václav Smil: Growth: From Microorganisms to Megacities. The MIT Press, 2019, s. 664. ISBN 0-262-04283-5.
- Václav Smil: Energy and Civilization: A History. The MIT Press, 2017, s. 568. ISBN 978-0-262-03577-4.
- Václav Smil: Natural Gas: Fuel for the 21st Century. Wiley, 2015, s. 264. ISBN 978-1-119-01286-3.
- Václav Smil: Power Density: A Key to Understanding Energy Sources and Uses. The MIT Press, 2015, s. 320. ISBN 978-0-262-02914-8.
- Václav Smil: Making the Modern World: Materials and Dematerialization. Wiley, 2013, s. 242. ISBN 978-1119942535.
- Václav Smil: Made in the USA: The Rise and Retreat of American Manufacturing. The MIT Press, 2013, s. 280. ISBN 978-0262019385.
- Václav Smil: Should We Eat Meat? Evolution and Consequences of Modern Carnivory. Wiley, 2013, s. 276. ISBN 978-0262018562.
- Václav Smil: Harvesting the Biosphere; What We Have Taken from Nature. The MIT Press, 2013, s. 320. ISBN 978-0-262-01856-2.
- Václav Smil, Kazuhiko Kobayashi: Japan’s Dietary Transition and Its Impacts. The MIT Press, 2012, s. 244. ISBN 978-0313381775.
- Václav Smil: Prime Movers of Globalization: The History and Impact of Diesel Engines and Gas Turbines. The MIT Press, 2010, s. 261. ISBN 978-0-262-01443-4.
- Václav Smil: Energy Myths and Realities: Bringing Science to the Energy Policy Debate. American Enterprise Institute, 2010, s. 212. ISBN 978-0-8447-4328-8.
- Václav Smil: Energy Transitions: History, Requirements, Prospects. Praeger, 2010, s. 178. ISBN 978-0-313-38177-5.
- Václav Smil: Why America is Not a New Rome. The MIT Press, 201, s. 322. ISBN 978-0-262-19593-5.
- Václav Smil: Global Catastrophes and Trends: The Next Fifty Years. The MIT Press, 2008, s. 307. ISBN 978-0-262-19586-7.
- Václav Smil: Oil: A Beginner’s Guide. Oneworld Publications, 2008, s. 224. ISBN 978-1-85168-571-4.
- Václav Smil: Energy: A Beginner’s Guide. Oneworld Publications, 2008, s. 240. ISBN 978-1-85168-452-6.
- Václav Smil: Energy in Nature and Society: General Energetics of Complex Systems. The MIT Press, 2008, s. 480.
- Václav Smil: Transforming the Twentieth Century: Technical Innovations and Their Consequences. Oxford University Press, 2006, s. 358. ISBN 978-0-19-516875-4.
- Václav Smil: Creating the Twentieth Century: Technical Innovations of 1867-1914 and Their Lasting Impact. Oxford University Press, 2005, s. 350. ISBN 978-0-19-516874-7.
- Václav Smil: China’s Past, China’s Future. RoutledgeCurzon, 2004, s. 232. ISBN 978-0415314992.
- Václav Smil: Energy at the Crossroads Global Perspectives and Uncertainties. The MIT Press, 2003, s. 427. ISBN 978-0262693240.
- Václav Smil: The Earth’s Biosphere: Evolution, Dynamics and Change. The MIT Press, 2002, s. 360. ISBN 978-0262692984.
- Václav Smil: Enriching the Earth: Fritz Haber, Carl Bosch and the Transformation of World Food Production. The MIT Press, 2001, s. 411. ISBN 978-0-262-19449-5.
- Václav Smil: Feeding the World: A Challenge for the 21st Century. The MIT Press, 2000, s. 360. ISBN 978-0-262-19432-7.
- Václav Smil: Cycles of Life: Civilization and the Biosphere. Scientific American Library, 2000, s. 221. ISBN 978-0716760399.
- Václav Smil: Energies: An Illustrated Guide to the Biosphere and Civilization. The MIT Press, 1998, s. 217. ISBN 978-0262692359.
- Václav Smil: Energy in World History. Westview Press, 1994, s. 300. ISBN 978-0813319025.
- Václav Smil: China’s Environment: An Inquiry into the Limits of National Development. Armonk, 1993, s. 257. ISBN 978-1563240416.
- Václav Smil: Global Ecology: Environmental Change and Social Flexibility. Routledge, 1993, s. 240. ISBN 978-0415098861.
- Václav Smil: General Energetics: Energy in the Biosphere and Civilization. John Wiley & Sons, 1991, s. 369. ISBN 978-0471629054.
- Václav Smil: Energy in China’s Modernization. Armonk, 1988, s. 250. ISBN 978-1-315-49397-8.
- Václav Smil: Energy Food Environment: Realities Myths Options. Oxford University Press, 1987, s. 361. ISBN 978-0198285106.
- Václav Smil: Carbon-Nitrogen-Sulfur: Human Interference in Grand Biospheric Cycles. Plenum Press, 1985, s. 459. ISBN 978-1-4684-8841-8.
- Václav Smil: The Bad Earth: Environmental Degradation in China. Armonk, 1984, s. 245. ISBN 978-0-87332-230-0.
- Václav Smil: Biomass Energies: Resources, Links, Constraints. Plenum Press, 1983, s. 453. ISBN 978-1461336938.
- Václav Smil, Paul Nachman, Thomas Veach Long: Energy Analysis in Agriculture: An Application to U.S. Corn Production. Westview Press, 1982, s. 191.
- Václav Smil, W. E. Knowland: Energy in the Developing World. Oxford University Press, 1980, s. 386. ISBN 978-0-19-854421-0.
- Václav Smil: China’s Energy: Achievements, Problems, Prospects. Praeger Publishers, 1976, s. 246. ISBN 978-0275230500.